# Jeep Hurricane
La Jeep Hurricane è una concept car prodotta dalla casa automobilistica statunitense Jeep nel 2005.
È stata presentata al salone di Detroit nel 2005.

## Descrizione
La vettura è alimentato da due motori, uno posto nel cofano anteriore e l'altro in quello posteriore, entrambi con architettura V8 HEMI da 5,7 litri che producono ciascuno 250 kW (340 CV) e 502 Nm di coppia, per un totale di 500 kW (679 CV) e 1003 Nm di coppia. La potenza viene trasferita a tutte e 4 le ruote attraverso un cambio automatico a 5 marce. Il fuoristrada è dotato del sistema di disattivazione automatica dei cilindri, che permette di spegnere una bancata del V8, ovvero 4 cilindri, consentendo ai due motori di funzionare con metà dei cilindri. La Hurricane è in grado di accelerare da 0 a 97 km/h (0-60 mph) in 4,9 secondi.
Inoltre la concept è dotato di un sistema a quattro ruote sterzanti progettato e brevettato da Chrysler, che funziona in due modalità: la prima fa girare tutte e 4 le ruote nella stessa direzione, consentendo alla vettura di traslare lateralmente; la seconda modalità consente di girare le ruote anteriori e posteriori in direzioni opposte ad angoli uguali, facendo si che la Hurracane possa gira e sterzare su se stessa. La carrozzeria e la scocca della vettura è composto in gran parte da fibra di carbonio. La piastra paramotore nel sottoscocca realizzata in alluminio funge anche da elemento strutturale, in quanto collega il telaio alla parte inferiore del veicolo. La Hurracane è sprovvista sia di porte laterali che del tetto. L'abitacolo può ospitare solo due posti; per favorirvi l'accesso sia al conducente che  passeggero all'abitacolo, sono presenti sulle fiancate delle paratie mobili.